# Кірк Асеведо
Кірк Асеведо (англ. Kirk Acevedo; нар. 27 листопада 1971, Нью-Йорк) — американський актор, пуерто-риканського та китайського походження. Відомий завдяки ролям у серіалі телеканалу HBO «Тюрма Оз», у серіалі «Брати зі зброї» та серіалі «Грань».

## Життєпис
Батьки Асеведо народилися в Нью-Йорку і жили в Брукліні разом із синами, Річардом та Керком. Асеведо переїхав до Бронкса. З раннього дитинства Керк цікавився акторським мистецтвом. Асеведо також брав участь у шкільному драм-кружку. Після закінчення LaGuardia High School of Performing Arts, Асеведо вступив до SUNY Purchase School of Acting.

## Кар'єра актора
У 1990-х Асеведо отримав ступінь бакалавра в театральному мистецтві, і після того, як кілька його однокласників вирушили на прослуховування для зйомок у серіалі «В'язниця Оз», він теж вирушив на прослуховування, і згодом отримав роль заарештованого напівбожевільного лідера банди Мігеля Альварес. У 1997, 1998, 2000 та 2001 роках він був номінований на нагороду ALMA за його роль у серіалі «В'язниця Оз».
Керк знімався у серіалах «Ходячі мерці» (2013); «У полі зору» (2013) у ролі детектива Слоана; «Закон та порядок» (2005) у ролі Гектора Салазара; у серіалі телеканалу HBO «Брати зі зброї», який спродюсований Стівеном Спілбергом; «Поліція Нью-Йорка»; «24 години»; «Брати Доннеллі» та в серіалі телеканалу CBS «Як обертається світ». Також Керк знімався у деяких фільмах та міні-серіалах «Зіткнення з Землею» (2011), «Подолання» (2006), «На живця» (2000); «Бойлерна» (2000); «Суєтний обід» (2000); «Арешт Джини» (1997) і «Кірк і Керрі» (1997). Він озвучив Джекі Естакадо у грі The Darkness, адаптації відео-ігри до комікса. Він також мав постійну роль у серіалі телеканалу FOX «Грань», де він грав роль агента ФБР Чарлі Френсіса з 2008 року. Зіграв роль другорядного персонажа містера Дона Сантоса у 5-му сезоні серіалу «Менталіст».

## Фільмографія
1994—1997 — з Поліцейські під прикриттям/New York Undercover
1996 — Коміки/The Sunshine Boys
1996 — Правосуддя за Свіфтом/Swift Justice М
1996 — Закон та порядок/Law & Order
1997 — Арешт Джини/Arresting Gena
1997 — Кірк і Керрі/Kirk and Kerry
1997—2003 — В'язниця Оз/Oz
1998 — Свідок проти мафії/Witness to the Mob
1998 — Тонка червона лінія The Thin Red Line Pvt. Tella
1999 — Вартовий The Sentinel
2000 — Бойлерна Boiler Room
2000 — In the Weeds
2000 — Візит The Visit Prospective Parolee
2000 — На живця Bait Рамундо
2000 — Суєтний обід Dinner Rush Дункан
2001 — Третя зміна Third Watch Полі Фуентес
2001 — Брати зі зброї Band of Brothers Джозеф Той
2003 — Кримінальні перегони Fastlane Нік Маккусік
2004 — Рай Paradise Менні Маркес
2004 з Поліція Нью-Йорка NYPD Blue Скотт Графтон
2005 — Новий Світ The New World вартовий
2005—2013 — Закон та порядок: Спеціальний корпус Law & Order: Special Victims Unit
2005—2006 — Закон і порядок: Суд присяжних Law & Order: Trial by Jury
2006 — 4ісла Numb3rs Джино Макгінті
2006 — 24 години 24 Джордж Авіла
2006 — 5up 2down Санто
2006 — Подолання Invincible Томмі
2007 — Брати Доннеллі The Black Donnellys Нікі Коттеро
2007 — The Darkness The Darkness Джекі Естакадо (голос)
2007 — Детектив Раш/Cold Case Ділан Ноукс'07
2008—2011 — Грань/Fringe агент Чарлі Френсіс
2009 — Грань Сезон 1 Візуальні ефекти/Fringe Season 1 Visual Effects агент Чарлі Френсіс
2009 — Еволюція: Походження Грані Сезон 1/Evolution: The Genesis of 'Fringe Season 1
2009 — Behind the Real Science of 'Fringe Season 1 а
2009—2011 — Білий комірець/White Collar
2011 — Зіткнення Земл/Collision Earth
2011—2012 — Головний підозрюваний/Prime Suspect
2012 — Менталіст/The Mentalist
2013 — C.S.I.: Місце злочину/CSI: Crime Scene Investigation
2013 — C.S.I.: Місце злочину Нью-Йорк/CSI New York
2013 — У полі зору/Person of Interest
2013 — Блакитна кров/Blue Bloods Джейв 'Тік-Так'
2013 — Ходячі мерці/The Walking Dead
2014 — Легенди/Legends
2014 — Гримм/Grimm
2014 — Планета мавп: Революція/Dawn of the Planet of the Apes
2015 — Агенти «Щ. І.Т.»/Agents of S.H.I.E.L.D.
2015—2018 — 12 мавп/12 Monkeys
2017—2020 — Стріла/Arrow

## Нагороди
В 1999 Керк виграв нагороду ALMA за роль у фільмі «Тонка червона лінія».